# Lenguas salomónicas noroccidentales
La familia de lenguas salomónicas noroccidentales es una rama de las lenguas oceánicas. Incluye las lenguas austronesias de Bougainville y Buka en Papúa Nueva Guinea, y de Choiseul, Nueva Georgia y Santa Isabel (excluyendo a Bughotu) en las Islas Salomón.
La unidad del Noroeste Salomónico y el número y composición de sus subgrupos, junto con su relación con otros grupos oceánicos, fue establecida en el trabajo pionero de Malcolm Ross.

## Clasificación interna

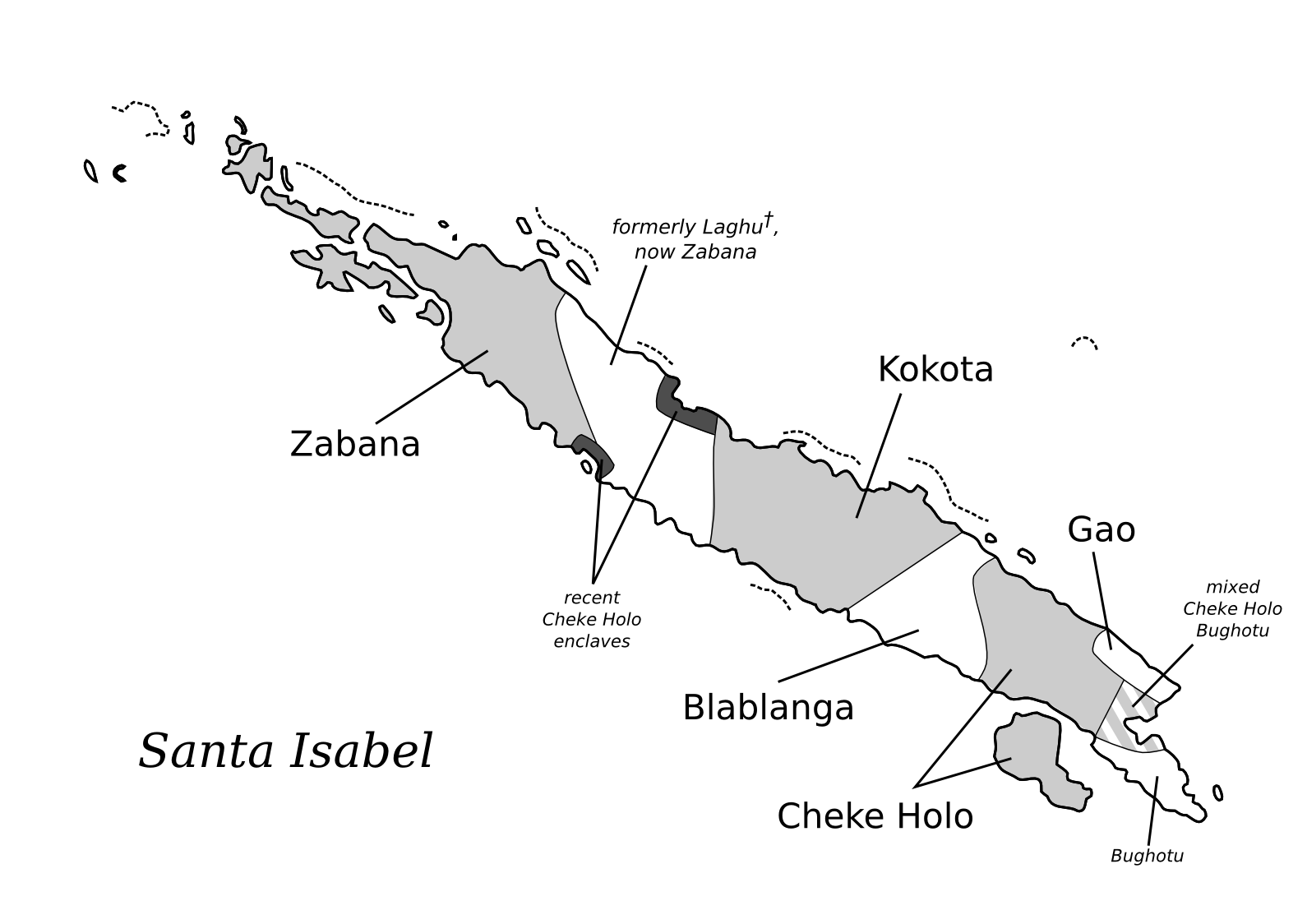
Lenguas de Santa Isabel

Las lenguas salomónicas del noroeste se agrupan de la siguiente manera:
- Nehan–Bougainville del Norte Encadenamiento
  - Nehan (Nissan)
  - Saposa–Tinputz: Hahon, Ratsua,[3] Saposa (Taiof)–Teop, Tinputz
  - Buka: Halia–Hakö, Petats
  - Papapana
  - Solos
- Piva–Bannoni familia:  Piva (Lawunuia), Bannoni
- Mono–Uruavan familia:  Mono-Alu, Torau, Uruava
- Choiseul Encadenado:  Babatana (incluido el Sisingga)–Ririo, Vaghua–Varisi
- Nueva Georgia–Isabel familia 
  - Nueva Georgia Encadenado:  Simbo (Isla simbo), Roviana–Kusaghe, Marovo, Hoava, Vangunu (Isla Vangunu), Nduke (Isla Kolombangara), Ghanongga (Isla Ranongga),  Lungga (Isla Ranongga), Ughele (Isla Rendova del norte)
  - Isabel Encadenado:  Zabana (Kia)–Laghu†, Kokota–Zazao (Kilokaka)–Blablanga, Gao–Cheke Holo (Maringe, Hograno)

Además, el idioma kazukuru extinto era probablemente una de las lenguas de Nueva Georgia. El idioma extinto no clasificado Tetepare también podría haber sido una de las lenguas de Nueva Georgia, si es que era austronesia.

## Vocabulario básico
El vocabulario básico en muchas lenguas salomónicas noroccidentales es aberrante y muchas formas no tienen cognados del idioma proto-oceánico. A continuación, Ririo, Zabana y Maringe se comparan con dos lenguas salomónicas sudorientales. Las formas aberrantes están en negrita.
| Español        | Brazo  | Oído    | Hígado | Hueso   | Piel      | Piojo |
| -------------- | ------ | ------- | ------ | ------- | --------- | ----- |
| Proto-oceánico | *lima  | *taliŋa | *qate  | *suRi   | *kulit    | *kutu |
| Ririo          | karisi | ŋgel    | tutuen | punda   | kapat     | utu   |
| Zabana         | kame   | taliŋa  | kola   | huma    | kafu      | gutu  |
| Maringe        | lima   | khuli   | khebu  | knubra  | guli      | theli |
| Gela           | lima   | kuli    | ate    | huli    | gui-guli  | gutu  |
| Arosi          | rima   | kariŋa  | rogo   | su-suri | ʔuri-ʔuri | kote  |